# Суханова, Наталья Алексеевна
Наталья Алексеевна Суханова (10 июня 1931, Томск — 13 июня 2016, Ростов-на-Дону) — российская и советская писательница, прозаик. Член Союза писателей СССР (1967).

## Биография
Родилась 10 июня 1931 года в Томске.
В 1939 году семья переехала в Железноводск Ставропольского края.
Окончила Московский юридический институт (1952).
Работала в поселке Удомля Калининской области нотариусом, секретарем райкома комсомола.
Здесь в 1954 вступила в КПСС. Затем работала экскурсоводом в Пятигорске, журналистом в Тырныаузе, техническим секретарем в Таганрогском радиотехническом институте.
С 1969 жила в Ростове-на-Дону.
Печататься начала в 1961 году в журнале «Молодая гвардия». Там были опубликованы её рассказы «Иванькинская певица» и «Эстафета». В журнале «Дон» в 1966 году была напечатана первая повесть Н. Сухановой.. Её повести и рассказы публиковались в журналах «Новый мир», «Октябрь», «Дон», «Наш современник», «Молодая гвардия». По мотивам повести Н. А. Сухановой «Кадриль» в 1978 году на киностудии «Беларусьфильм» был снят художественный фильм «Прошлогодняя кадриль». В 1981 году по той же повести снят короткометражный кинофильм «Кадриль».
Суханова писала произведения в области фантастики («В пещерах мурозавра», «Ошибка размером в столетие», «Учитесь видеть сны»). Наибольшую известность получили её повести и рассказы: «Когда становятся короче дни», "Острый серп луны", «Под частыми звёздами», «От всякого древа», «Кадриль», «Весеннее солнце зимы», «Зал ожидания» и произведения для детей и юношества — «В пещерах мурозавра», «Многоэтажная планета», «Подкидыш», «Сказка о Юппи» и др.
В 1967 году вступила в Союз писателей СССР, с 1991 года состояла в Союзе российских писателей.
В журнале «Ковчег» были напечатаны её повести «Зелёное яблоко», «Трансфинит. Человек трансфинитный», «Студентка», «Озерища».
Была одним из организаторов Союза российских писателей, входила в оргкомитет и координационный совет союза.
В 2009 году Наталья Суханова стала обладательницей Чеховской премии в номинации «За достижения в области литературы» за роман-дилогию «По имени Ксения».
Умерла 13 июня 2016 года в Ростове-на-Дону.

## Цитаты
- «Иногда, а с возрастом, когда читать удается все меньше и меньше, охватывает горькое бессилие и отчаяние, что необъятного не обоймешь. Читая периодику, текучку, безграмотные рукописи настырных графоманов и — в „обязательном чтении“ — очень грамотных направителей культуры, пропускаешь истинно талантливое, серьёзное, близкое по духу и по работе в текущей литературе. У Натальи Сухановой десять книг, а я вот впервые читал её, и читал с большим интересом, а порой и с наслаждением, особенно рассказы. Её „Делос“ шибко мне лег на душу и по глубине своей, и по мужеству, и по целомудренности какой-то, вовсе не бабьей. Это рассказ тонкий, человечный и суровый в своей неотмолимой святой простоте, во всяком случае я давно не читал ничего подобного» — Виктор Астафьев.
- «Вначале была настороженность: читать немолодого уже автора, произведения которого тебе рекомендуют как „очень и очень хорошую прозу, автор живёт в Ростове“… Думается в таких случаях, что проза эта окажется „на любителя“ — или талант окажется добротного провинциального покроя. Потому что — не может же человек писать „очень и очень“, и чтобы имя его не попадалось ни в толстых журналах, ни в беседах людей читающих. С первых же страниц пришло радостное удивление: не придется соскальзывать раздраженным взглядом с абзацев, пытаясь зацепиться за что-нибудь живое, что удержало бы твое читательское внимание. Стало понятно: книга — настоящая, слово в ней сочится смыслом, воздух в ней пахнет, люди волнуют. И автор намерен трогать меня именно за те струны, которые всегда — с первых книг, с первых чувств — были самыми главными, но к которым сегодня не каждый-то и автор тянется. Непонятным стало другое: почему писатель такого уровня остается неизвестным широкому читателю? Опрос знакомых, окончивших факультеты филологии и журналистики, показал: если имя Сухановой и слышали, то читали её немногие» — Денис Гуцко.

## Книги Н. А. Сухановой
1. Суханова Н. Соседи. — Ростов-на-Дону: Ростовское книжное издательство, 1965. — ??? с.
2. Суханова Н. Когда становятся короче дни. — М.: Молодая гвардия, 1971. — ??? с.
3. Суханова Н. Острый серп луны. Повести и рассказы. — Ростов-на-Дону: Ростовское книжное издательство, 1974. — 192 с.
4. Суханова Н. Кадриль. Повесть и рассказы. — М.: Современник, 1976. — 176 с.
5. Суханова Н. Под частыми звездами (повесть). — Ростов-на-Дону: Ростовское книжное издательство, 1977. — 192 с.
6. Суханова Н. В пещерах Мурозавра. — Ростов-на-Дону: Ростовское книжное издательство, 1978. — 126 с. (Журнальный вариант «Пароль ФФ» // Дон. — 1978. — № 3-4.)
7. Суханова Н. Весеннее солнце зимы. — Ростов-на-Дону: Ростовское книжное издательство, 1981. — 224 с.
8. Суханова Н. Многоэтажная планета. — Ростов-на-Дону: Ростовское книжное издательство, 1982. — 112 с.
9. Суханова Н. От всякого древа — М.: Советская Россия, 1984. — 272 с.
10. Суханова Н. Под частыми звездами. — Ростов-на-Дону: Ростовское книжное издательство, 1985. — 207 с.
11. Суханова Н. Подкидыш. — Ростов-на-Дону: Ростовское книжное издательство, 1989. — 287 с.
12. Суханова Н. Зал ожидания. Рассказы. — М.: Современник, 1990. — 253 с. — ISBN 5-270-01001-1.
13. Суханова Н. Сказка о Юппи. — Ростов-на-Дону: ПИК «А», 1991. — 106 с.
14. Суханова Н. Зелёное яблоко: Повести и рассказы. — Ростов-на-Дону: Старые русские, 2006. — 432 с. — ISBN 5-901377-14-1.
15. Суханова Н. В пещерах мурозавра. — М.: Мелик-Пашаев, 2020. — 224 с. — ISBN 978-5-00-041359-3.
16. Суханова Н. Юппи. — М.: Мелик-Пашаев, 2021. — 336 с. — ISBN 978-5-00-041398-2.

## Семья
- Шахов, Феликс Николаевич (1894—1971) — дядя, советский геолог, специалист в области рудных месторождений, член-корреспондент АН СССР (с 1958).
- Константинов, Николай Александрович (1961—2006) — сын, российский художник и музыкант.
- Пискунов, Валерий Михайлович (р. 1949) — муж, русский прозаик.